# 安文翼龍屬
安文翼龍屬（學名：Unwindia）又譯昂溫翼龍，是翼龍目翼手龍亞目的一屬，生存於白堊紀的巴西。化石是一個部分頭顱骨，發現於巴西東北部的阿勒萊皮盆地（Araripe Basin），屬於桑塔納組，地質年代相當於阿尔布阶。在2011年，大衛·馬提爾（David M. Martill）將這個化石敘述、命名，模式種是三角安文翼龍（U. trigonus）。屬名是以翼龍類學家大衛·安文（David Unwin）為名，種名意指口鼻部橫剖面呈三角形。